# Провиденс (Гвајана)
Провиденс (енгл. Providence) је заједница у региону Демерара-Махајка у Гвајани, на источној обали реке Демерара, која се налази на 6°46′0″Н 58°10′0″В, надморској висини 1 m (3,3 ft). Провиденс се налази отприлике 10 km (6,2 mi) јужно од главног града Џорџтауна.
Провиденс је дом међународног стадиона за крикет Провиденс стадион. Такође је одржало неколико утакмица Светског купа у крикету 2007. године